# ورزشگاه باربورفیلدز
ورزشگاه باربورفیلدز (به لاتین: Barbourfields Stadium) یک ورزشگاه در زیمبابوه است که در بولاوایو واقع شده‌است.